# Marécages
Marécages (Brasil: Pântanos ) é um filme de drama canadense de 2011, dirigido e roteirizado por Guy Édoin. Foi protagonizado por Pascale Bussières, Gabriel Maillé, Luc Picard e François Papineau. Foi indicado a "Melhor Primeiro Filme" no Festival de Veneza de 2011.